# Orret
Orret ist eine französische Gemeinde mit 12 Einwohnern (Stand 1. Januar 2022) im Département Côte-d’Or in der Region Bourgogne-Franche-Comté. Sie gehört zum Kanton Châtillon-sur-Seine und zum Arrondissement Montbard.
Nachbargemeinden sind Duesme im Norden, Étalante im Osten, Oigny im Südosten, Poiseul-la-Ville-et-Laperrière im Südwesten und Baigneux-les-Juifs im Westen. 

## Bevölkerungsentwicklung
| Jahr                       | 1962 | 1968 | 1975 | 1982 | 1990 | 1999 | 2008 | 2016 |
| -------------------------- | ---- | ---- | ---- | ---- | ---- | ---- | ---- | ---- |
| Einwohner                  | 50   | 51   | 45   | 52   | 32   | 26   | 24   | 16   |
| Quellen: Cassini und INSEE |      |      |      |      |      |      |      |      |

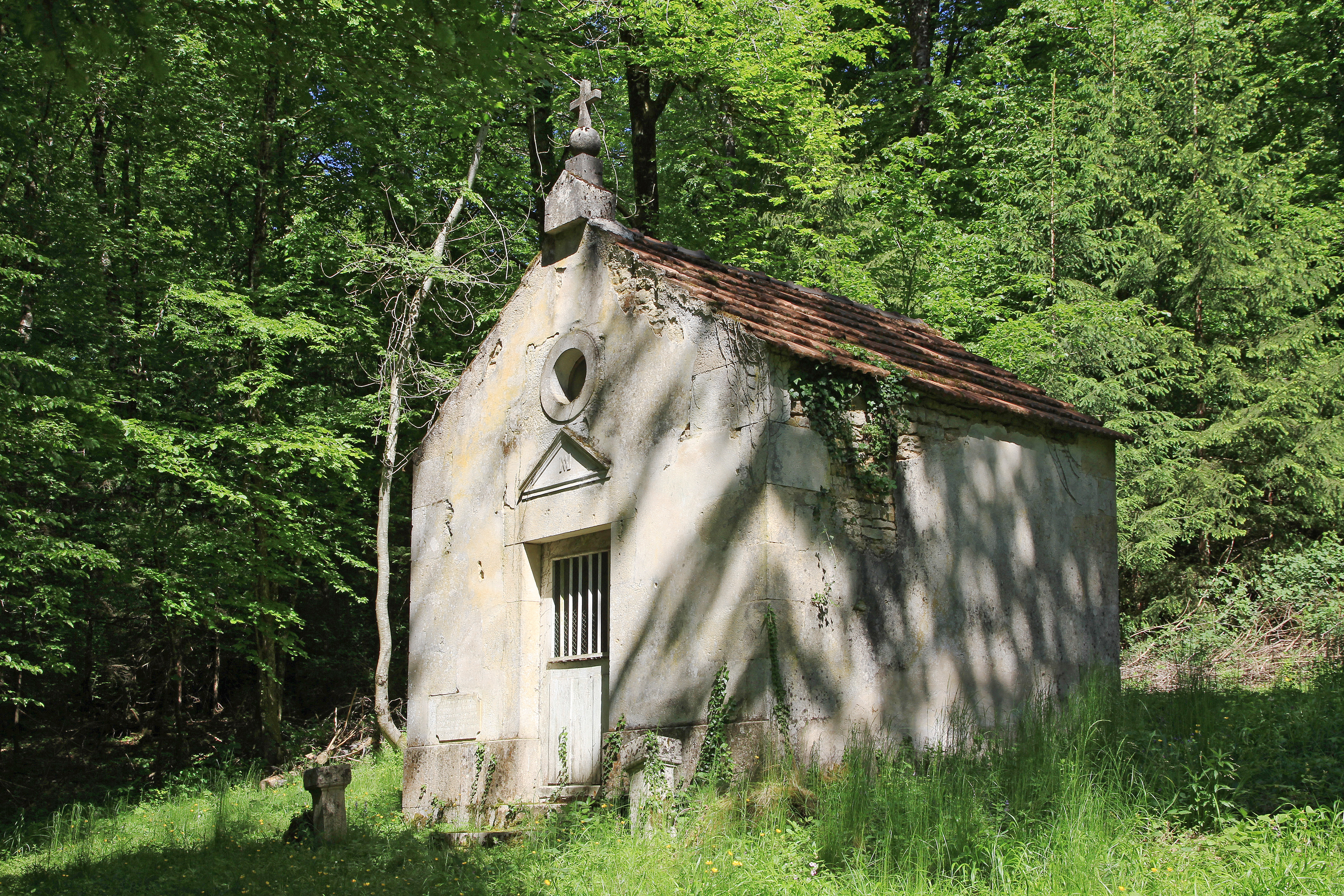
Kapelle Notre-Dame-des-Bois
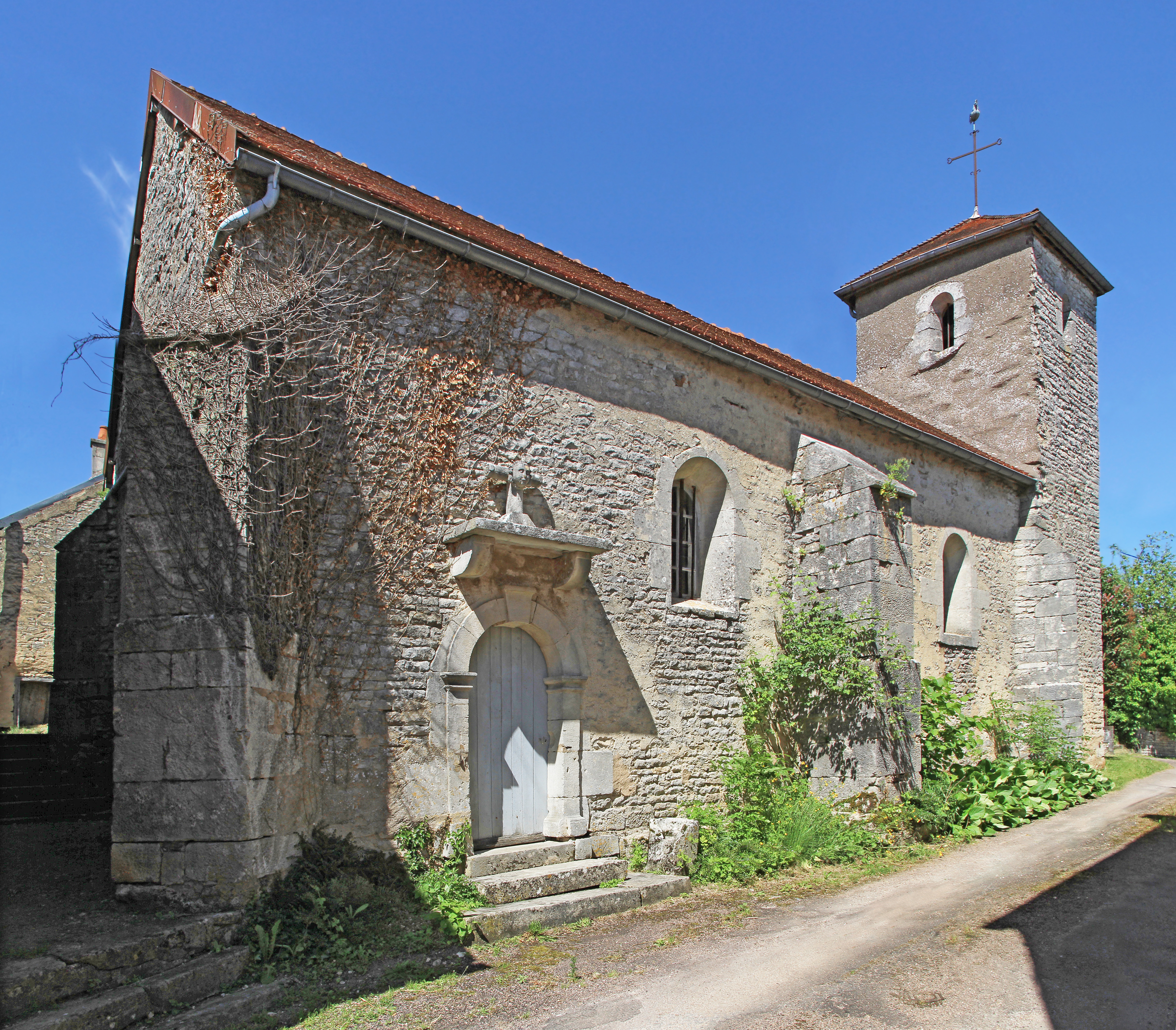
Kapelle Sainte-Reine
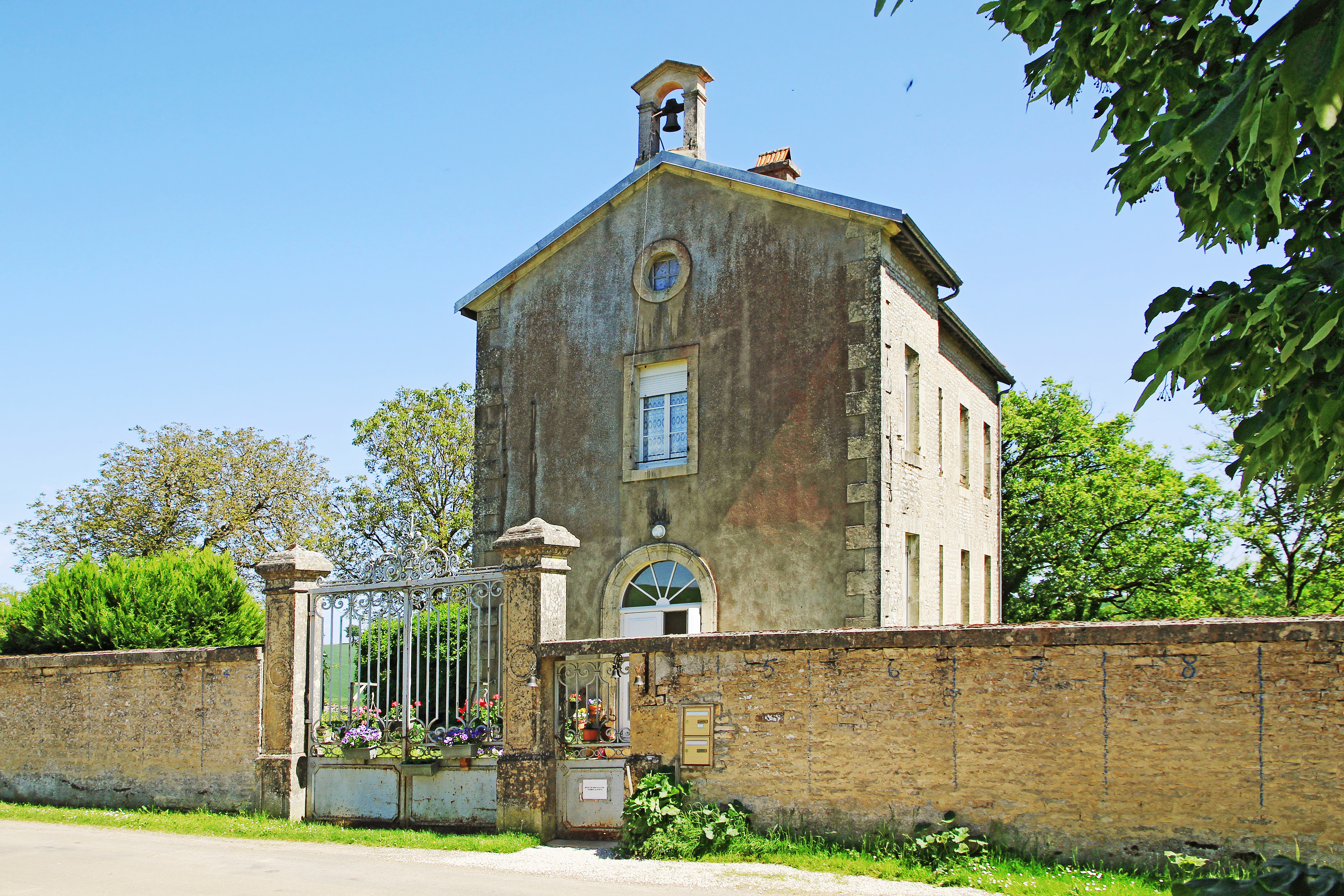
Mairie Orret